# Splešťule blátivá
Splešťule blátivá (Nepa cinerea) je dravá vodní ploštice, která vyhledává dna stojatých nebo pomalu tekoucích vod s bahnitým dnem a porostlými břehy. Hojně se vyskytuje především na zatopených rýžových polích v Japonsku, která jí poskytují dobré podmínky a spoustu potravy.
Má ploché, podélně oválné tělo hnědé barvy, asi 20 mm dlouhé. Malá hlava je vnořena do štítu. Na spodní straně hlavy vyrůstají krátká tykadla. Křídla jsou dobře vyvinuta. Na každé straně je větší a menší křídlo, která jsou spojena a toto spojení vede k zvláštnímu pohybu křídel. Křídla používá splešťule pouze na jaře v době páření. První pár končetin je přizpůsobený k lovu kořisti, další dva páry jsou kráčivé. U dospělých jedinců jsou nápadným znakem dvě asi 8 mm dlouhé dýchací trubičky na konci zadečku, které slouží k dýchání, aniž by se ploštice samotná musela vynořit.

## Lov
Splešťule se živí především drobnými korýši a vodním hmyzem. Má velmi specifický způsob lovu. Rozvíří ve vodě bláto, které potom padne na ni a poskytuje jí maskování. Při čekání na kořist se splešťule vůbec nehýbe a pouze přijímá signály, které cítí díky malým vlnkám ve vodě, které vytváří pohybem její potenciální kořist. Když je kořist dostatečně blízko, chytí ji předními "loupeživými" končetinami, bodne ji svým sosákem a vpustí do ní jed. Jed kořist nejprve znehybní a poté způsobí, že se její vnitřnosti promění na tekutinu, kterou splešťule může vysát.

## Páření
Samička splešťule je schopna se v době páření (na jaře) spářit až se 6–7 samci. Zde se uplatní její křídla, která používá k přemísťování až na vzdálenost čtyř kilometrů. Splešťule tak významně snižuje pravděpodobnost, že se spáří s příbuznými jedinci. Když samec samičku oplodní, samička vyleze nad hladinu (zpravidla na stéblo rákosu/ trávy), kde naklade až 70 vajíček. Tím pro ni role matky končí; veškerou odpovědnost přebírá samec, který vajíčka hlídá po dobu až 10 dní před predátory i před jinými samičkami, které by mohly vajíčka zničit a donutit ho k páření. Samec pětkrát denně[zdroj?] sleze ze stébla, nabere vodu a vajíčka zavlažuje, aby neuschla a neodumřela. Po deseti dnech samečkovy péče se všechny najednou vylíhnou a spadají do vody. Tam se potomci drží v houfu a po několika dnech začínají lovit pulce. Během svého vývoje v dospělého jedince splešťule pětkrát[zdroj?] opustí svůj těsný krunýř, až šestý krunýř jí zůstává napořád.
Na podzim a v zimě se ukrývají pod listím v lesích nedaleko vodních ploch, kde jsou chráněni před mrazem a mají dostatek vlhkosti.

## Trivia
Splešťule blátivá se vyskytuje také ve večerníčku Příběhy včelích medvídků.
Splešťule blátivá je také epizodní postavou v knize Ondřeje Sekory Brouk Pytlík (Trampoty brouka Pytlíka).